# Jan Klare

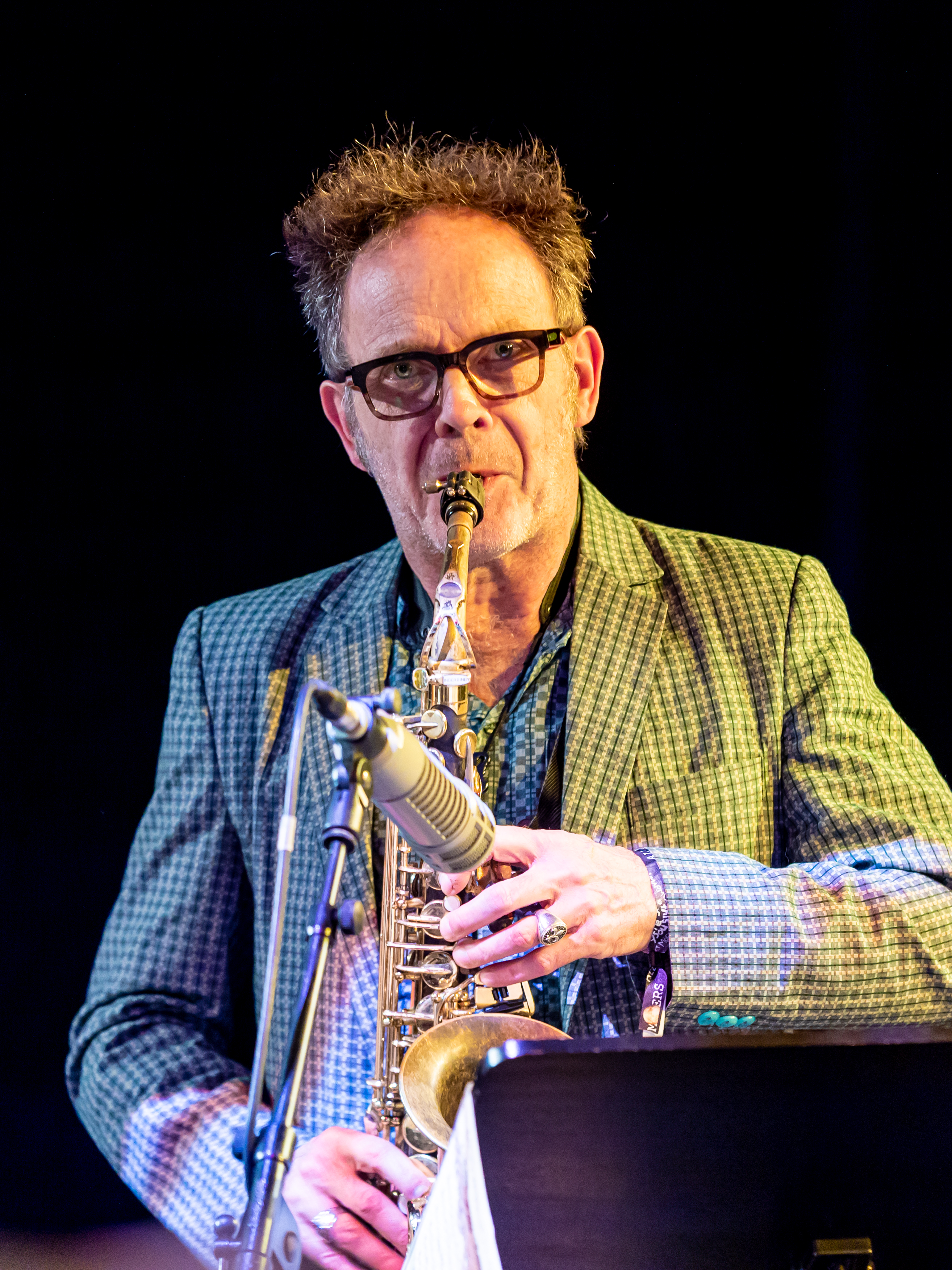
Jan Klare beim Moers Festival 2022

Jan Klare (* 23. August 1961 in Hohenlimburg) ist ein deutscher Jazzmusiker (Saxophonist, Flötist und Klarinettist) und -komponist.

## Leben
Jan Klare lebte von 1979 bis 1986 in Düsseldorf, wo er sich unter anderem an der Produktion der Folk-Jazz-Gruppe Gandalin für den WDR beteiligte. Von 1987 bis 1990 lebte er in London. Dort trat er mit Dean Brodrick, Harry Beckett und Ricardo Santos auf und wirkte an verschiedenen Plattenproduktionen mit.
Ab 1990 studierte er Saxophon an der Amsterdam School of Arts. Seither arbeitete er als Sideman von Musikern wie Frank Köllges, Conny Bauer, Dagmar Krause, Alfred Spirli, Anna Homler und FM Einheit, Bill Elgart, Wilbert de Joode, Han Buhrs, Michael Vatcher, Michiel Braam, Luc Ex, Achim Kaufmann; außerdem leitete er verschiedene eigene Formationen.
1993 entstand eine Gruppe mit Tom Lorenz (Vibraphon, Perkussion, Synthesizer, Komposition) (bis 2002), ab 2003 an seiner statt Martin Scholz (Orgel), Hartmut Kracht (Bass) und Wolfgang Ekholt (Schlagzeug), die sich nach ihrem Debütalbum Das böse Ding nannte. Mit Frank Köllges und Hartmut Kracht bildete Klare Anfang der 2000er-Jahre die Gruppe Autofab, zur gleichen Zeit leitete er mit Peter Eisold die Gruppe Supernova.
Aus der Konzertreihe 1000 Jahre Jazz ging 2004 die Band 1000 hervor (mit Bart Maris, Trompete, Wilbert de Joode, Bass und Michael Vatcher, Schlagzeug). Deren Repertoire basiert auf Adaptionen von Kompositionen des Gregorianischen Gesangs, von Johann Sebastian Bach, Richard Wagner, Claudio Monteverdi u. a. Des Weiteren ist er Mitbegründer und Leiter von The Dorf (the band formerly known as the »off domicil orchestra«) die seit 2006 in wechselnder Besetzung im Dortmunder Jazzclub Domicil auftritt. Die der XXL-Bigband erhielt 2013 den mit 10.000 € dotierten Jazzpreis Ruhr.

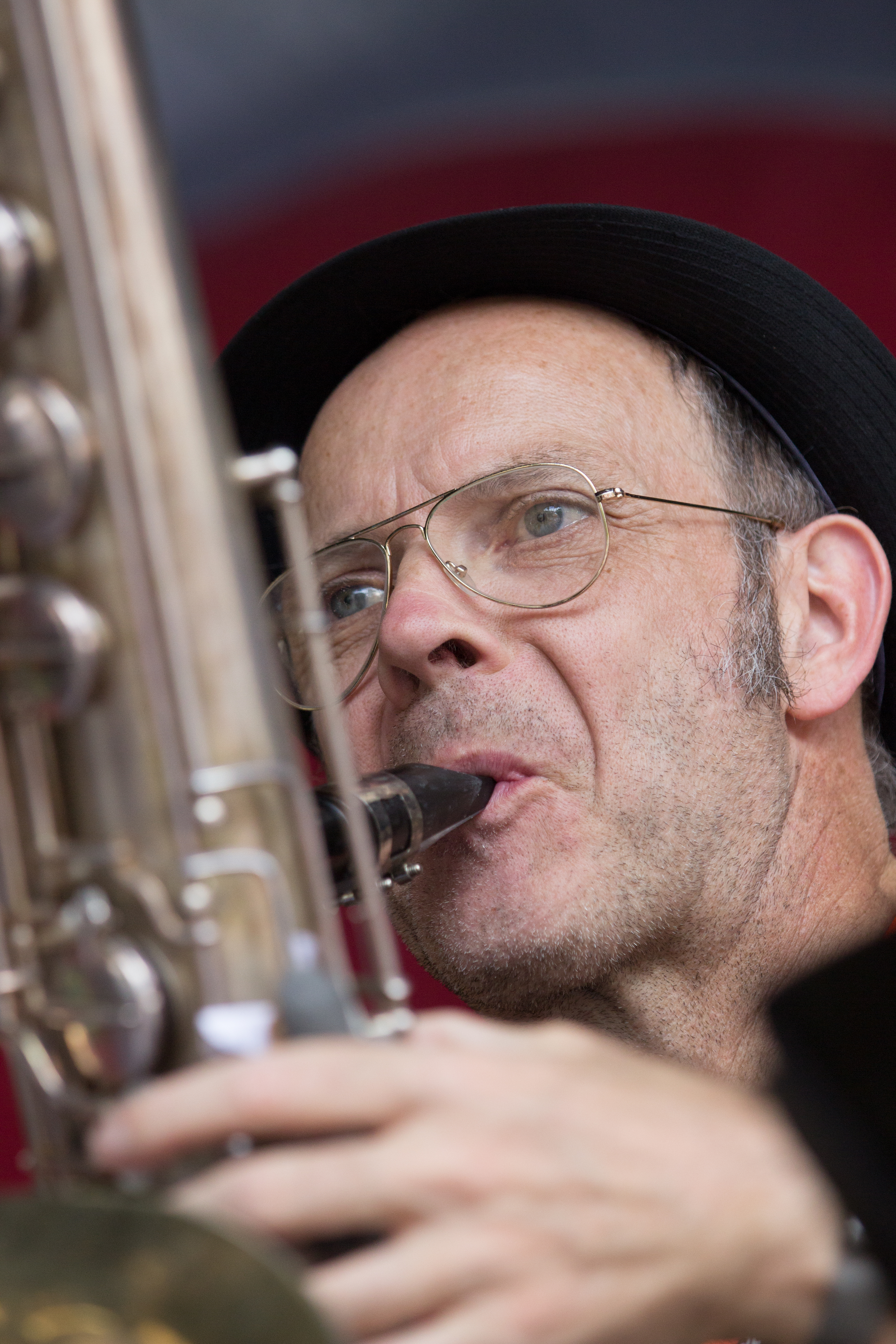
Am Basssaxophon mit Deep Schrott auf dem TFF Rudolstadt 2014

Im Winter 2008 gründete Klare mit dem Drummer Simon Camatta und dem Organisten Oliver Siegel das Projekt You Are so Me. Zudem gehört er mit Wollie Kaiser, Andreas Kaling und Dirk Raulf dem 2008 gegründeten Basssaxophon-Quartett Deep Schrott an.
Außerdem komponierte Klare Werke für Ensembles für Neue Musik und Jazz-Bigbands sowie für die Bühne unter anderem die Kammeroper Ich war die Krawatte von Prinz Claus.
Jan Klare lebt und arbeitet in Münster.
Er ist der Bruder des Journalisten, Buchautoren und Dramatikers Jörn Klare.

## Diskografie (Auswahl)
- Das böse Ding: Das böse Ding, 1994
- Das böse Ding: Cleanhappydirty, 1996
- die entfesselte droste, Auftragskomposition für das Internationale Jazzfestival Münster 1997 (nach Annette von Droste-Hülshoff, mit Christiane Hagedorn, Joost Buis, Dean Brodrick, Wilbert de Joode, Michel Vatcher)
- Das böse Ding: Germ Germ, 1998
- Jerry Cotton versus Das Böse Ding, 2001
- Klare, Köllges & Kracht: Autofab, 2003
- Platz/Klare Quartet: Gathering
- Jake Playmo: my favorite toys feat. Das Böse Ding & guests, 2006
- Buhrs/Klare/de Joode: Unterm schwarzen Schafspelz (nach Ernst Meister)
- The Dorf: The Dorf (Leo Records 2009)
- Jan Klare / Wilbert de Joode / Michael Vatcher / Bart Maris 1000: Played (Leo Records 2009)
- The Dorf: Le Record, 2011, mit Martin Verborg, Ludger Schmidt, Markus Türk, John-Dennis Renken, Alexander Giffey, Alexander Morsey, Axel Knappmeyer, Peter van der Heusen, Christoph Berndt, Andreas Wahl, Christian Hammer, Serge Corteyn, Oliver Siegel, Achim Kämper, Jim Campbell, Stuart Grimshaw, Hartmut Kracht, Nils Imhorst, Simon Camatta, Tobi Lessnow
- Klare / Platz / Kneer / Elgart Modern Primitive (Evil Rabbit 2011)
- 1000 – shoe (Red Toucan Records 2012)
- The Dorf – Live feat FM Einheit (The Korn 2013)
- Solo (Poise 2014)
- RkeT (The Korn 2014, mit Luc Ex, Michel Vatcher)
- Bambostic: DJ's Nightmare (JazzHausMusik 2017, mit Kai Weiner, Alexander Morsey, Michael Griener)
- Check Test Check (2019)
- Jan Klare, Wolfgang Heisig: Heisig - Klare (Umland 2019)